# Serrat de la Malúria
El Serrat de la Malúria és una serra situada al municipi de Fontanals de Cerdanya, a la comarca de la Baixa Cerdanya, amb una elevació màxima de 1.656 metres.